# Regierung Servais
Die Regierung Servais war vom 3. Dezember 1867 bis 26. Dezember 1874 die Regierung im Großherzogtum Luxemburg, die von Staatsminister Emmanuel Servais gebildet wurde.
Die schwache Haltung der Vorgängerregierung de Tornaco in den Londoner Verhandlungen hatte schon für erhebliche Kritik gesorgt. In diesem Zusammenhang führte die Ablehnung des Regierungsvorschlags zur Reduzierung der Truppen als Folge der Neutralisierung des Landes durch die Abgeordnetenkammer zum Rücktritt der Regierung. Die demissionierenden Regierungsmitglieder schlugen daraufhin den ehemaligen Finanzminister und Mitglied des Staatsrats Emmanuel Servais als Nachfolger vor, der sich in den Londoner Verhandlungen besonders hervorgetan hatte.
Die Politik der Regierung Servais ist stark durch die Erfüllung der Regelungen des Londoner Vertrags geprägt. Die Schleifung der 177,21 Hektar umfassenden Festung Luxemburg wurde sofort in Angriff genommen. Das Projekt wird sich bis ins Jahr 1883 erstrecken und durch Kosten von 1.798.625 Franken den Staatshaushalt erheblich belasten, da nur ein Teil der Kosten durch Grundstücksverkäufe gedeckt werden konnte. Das Projekt bildete aber die Grundlage zur Umgestaltung der Stadt Luxemburg, die ihr Bild bis heute prägt. Eine vom Generaldirektor des Innern eingesetzte Kommission entwickelte einen Plan zur Stadterweiterung, in der die Anlage von Alleen und Boulevards und eines Parkgürtels vorgesehen war.
Die notwendige Reform der Armee, an der die Regierung de Tornaco gescheitert war, wurde durch ein Gesetz vom 18. Mai 1868 umgesetzt. Dadurch wurde ein Jägerkorps, bestehend aus 18 Offizieren und 587 Unteroffizieren und Mannschaften, eingeführt, das für die Aufrechterhaltung der Ordnung und der inneren Sicherheit verantwortlich sein sollte.
Die außenpolitische Lage blieb aber trotz der Londoner Vereinbarungen angespannt. Der Deutsch-Französische Krieg 1870/71 bedrohte die Neutralität des Landes. Einige Luxemburger Bürger ergriffen offen für Frankreich Partei. So versorgten einige Mitarbeiter der Chemins de fer de l’Est die französische Garnison in Diedenhofen ohne Wissen der Behörden per Zug aus Luxemburg mit Nachschub. Otto von Bismarck protestierte dagegen bei der luxemburgischen Regierung, warf ihr den Bruch der Neutralität vor und kündigte an, dass sich die preußische Armee bei ihren Operationen als nicht mehr an den neutralen Status gebunden ansieht. Dies schien die Besetzung des Landes anzukündigen. Die Regierung Servais reagierte mit einem Memorandum an alle Garantiemächte, in der sie Bismarcks Anschuldigungen widersprach und die Mächte zur Einhaltung ihrer Verpflichtungen aufrief. Schlussendlich blieb das Land unbesetzt.
Der Friede von Frankfurt hatte allerdings erhebliche Auswirkungen auf das Großherzogtum. Ohne Konsultation der luxemburgischen Regierung war die Übertragung des Netzes der Chemins de fer de l’Est an Deutschland, sofern sie im Gebiet Elsaß-Lothringens lagen, beschlossen worden. Dazu zählte auch der Hauptteil des luxemburgischen Eisenbahnnetzes der Wilhelm-Luxemburg-Bahn, das von der Chemins de fer de l’Est betrieben worden war. Gegen diesen Schritt, der die Souveränität des Landes einschränkte, erhob die Regierung Servais vergeblich Protest. Die deutsche Reichsregierung erreichte durch Drohung der Nichtverlängerung der 1875 auslaufenden Zugehörigkeit zum Deutschen Zollverein eine Einigung mit der luxemburgischen Regierung. Durch die Eisenbahnkonvention vom 11. Juni 1872 wurde der Betrieb der Wilhelmsbahn bis ins Jahr 1912 an die Reichseisenbahnen in Elsaß-Lothringen übertragen. Darüber hinaus bestätigen beide Seiten, dass sie die Mitgliedschaft im Zollverein bis zum gleichen Datum nicht kündigen werden. Im Gegenzug garantierte die deutsche Seite, dass sie das luxemburgische Eisenbahnnetz nicht für militärische Transporte nutzen wird und dadurch die Neutralität des Landes respektiert. Regierungschef Servais verteidigte diese Politik in der Kammer damit, dass damit die Unabhängigkeit des Landes gesichert würde und stabile Bedingungen für eine gute wirtschaftliche Entwicklung geschaffen würden.
Nachdem das Großherzogtum durch die Auflösung des Deutschen Bundes und die Regelungen der Londoner Konferenz vollständig unabhängig geworden war, kam es zu einer Neuorientierung der Innenpolitik. Seit 1848 hatte sich das Land in einem Verfassungskampf befunden: Die Revolution von 1848 hatte zunächst zur Einführung einer liberalen Verfassung geführt, die aber durch den Staatsstreich von 1856 in reaktionärem Sinne revidiert worden war. Hatte in der Verfassung von 1848 durch die parlamentarische Regierungsweise die Abgeordnetenkammer ein politisches Übergewicht gegenüber dem Großherzog, so war die Stellung des Großherzogs nach den Regelungen von 1856 deutlich gegenüber der Kammer herausgehoben. In einem am 17. Oktober 1868 in Kraft tretenden Verfassungskompromiss wurde die Verfassung umfangreich revidiert. Dabei wurde ein größeres Gleichgewicht zwischen Kammer und Großherzog hergestellt. Dazu wurden die Ministerverantwortlichkeit und die jährliche Steuerfestlegung durch die Abgeordnetenkammer wieder eingeführt und grundlegende bürgerliche Freiheitsrechte, wie die Presse- und die Vereinigungsfreiheit, garantiert.
Auch das Verhältnis zwischen dem Staat und der katholischen Kirche wurde neu geordnet. Auseinandersetzungen zwischen dem Staat und dem Heiligen Stuhl hatte es seit der Einrichtung des Apostolischen Vikariats 1840 gegeben, durch das die luxemburgische Kirche vom Bistum Namur unabhängig geworden war. Der nicht mit der Regierung abgestimmte Beschluss Roms zur Errichtung des Bistums Luxemburg im Jahr 1870 sorgte für weiteren Streit. Der kirchliche Beschluss wurde auf Anraten des Staatsrats vorerst nicht anerkannt. Mit Gesetz vom 30. April 1873 wurde die Organisation des Bistums endgültig gütlich geregelt. Die wichtigsten Bestimmungen dabei waren, dass nur ein Luxemburger Bischof werden durfte und dieser nach seiner offiziellen Anerkennung einen Eid auf den Souverän ablegen musste.
Während der Amtszeit der Regierung erlebte die Bergbau- und Eisenindustrie einen weiteren Aufschwung. Von dem in Luxemburg geförderten Eisenerz wurde allerdings nur ein Drittel vor Ort verarbeitet und zwei Drittel zur Weiterverarbeitung nach Deutschland und Belgien exportiert. Zur Förderung der Industrialisierung im eigenen Land beabsichtigte die Regierung die Verarbeitung des Eisenerzes vor Ort zu fördern. Mit dem Berggesetz vom 15. März 1870 erklärte sie die Bodenschätze zu Staatseigentum und verlangte für ihren Abbau ab einer gewissen Tiefe eine Konzession. Die Konzessionen sollten zu einer bedeutenden Staatseinnahme werden. Mit einem Gesetz von 1874 wurde die genaue Form der Konzession geregelt: Dadurch, dass die Gebühren für die Konzession in Raten über viele Jahre gezahlt werden konnten, wurde es auch kleineren luxemburgischen Unternehmen mit begrenztem Kapital ermöglicht in den Erzabbau einzusteigen. Der Versuch der Regierung durch eine Verhüttungsklausel die zwingende Verarbeitung des Erzes im Land festzuschreiben, musste allerdings fallengelassen werden, da dies mit der Mitgliedschaft im Deutschen Zollverein nicht vereinbar war. Nichtsdestotrotz stellten die Gesetze von 1870 und 1874 wichtige Instrumente zur Lenkung der Industrialisierung in Luxemburg dar.
Auch auf dem Gebiet des Eisenbahnbaus wurde die Regierung aktiv. Durch das Netz der Wilhelmsbahn war das Land bis 1867 in alle vier Himmelsrichtungen erschlossen worden. Der weitere Ausbau des Eisenbahnnetzes in den von der Eisen- und Stahlindustrie geprägten Süden und die ländlicheren Gegenden im Norden und Osten des Großherzogtums kam allerdings nur zögerlich zustande. Zum Bau dieser Nebenstrecken bot die Regierung Bergbaukonzessionen als Subvention an. 1868 wurde schließlich die Prinz-Heinrich-Eisenbahn gegründet. Über die Konzessionserteilung kam es zu gerichtlichen Auseinandersetzungen mit der Wilhelm-Luxemburg-Bahn. Zu zusätzlichen finanziellen Problemen kam es im Rahmen der Gründerkrise. Bis zum Ende der Regierung Servais 1874 konnten nur 89 von 230 geplanten Kilometern Strecke fertiggestellt werden.
Zur allgemeinen Überraschung bat Servais im Dezember 1874 Statthalter Prinz Heinrich, ihn aus dem Dienst zu entlassen. Der amtsmüde Staatsminister verwies auf die persönliche Belastung durch das politische Geschäft und auf die erfolgreiche wirtschaftliche Entwicklung des Landes und seine eingespielte Regierungsmannschaft, die es ihm ermöglichten sein Amt ruhigen Gewissens an einen Nachfolger zu übergeben. Der frühere Generaldirektor für Inneres, Félix de Blochausen, wurde zu seinem Nachfolger ernannt.
Der Regierung Servais gehörten folgende Kabinettsmitglieder an:

## Erste Regierung Servais (3. Dezember 1867 bis 30. September 1869)
| Amt                                     | Amtsinhaber                 | Beginn der Amtszeit | Ende der Amtszeit  |
| --------------------------------------- | --------------------------- | ------------------- | ------------------ |
| Staatsminister, Präsident der Regierung | Emmanuel Servais            | 3. Dezember 1867    | 30. September 1869 |
| Auswärtige Angelegenheiten              | Emmanuel Servais            | 3. Dezember 1867    | 30. September 1869 |
| Gemeindeangelegenheiten                 | Édouard Thilges             | 3. Dezember 1867    | 30. September 1869 |
| Justiz                                  | Henri Vannérus              | 3. Dezember 1867    | 30. September 1869 |
| Finanzen                                | Alexandre de Colnet-d'Huart | 3. Dezember 1867    | 30. September 1869 |

## Zweite Regierung Servais (30. September 1869 bis 12. Oktober 1869)
| Amt                                             | Amtsinhaber      | Beginn der Amtszeit | Ende der Amtszeit |
| ----------------------------------------------- | ---------------- | ------------------- | ----------------- |
| Staatsminister, Präsident der Regierung         | Emmanuel Servais | 30. September 1869  | 12. Oktober 1869  |
| Auswärtige Angelegenheiten und Finanzen (prov.) | Emmanuel Servais | 30. September 1869  | 12. Oktober 1869  |
| Gemeindeangelegenheiten                         | Édouard Thilges  | 30. September 1869  | 12. Oktober 1869  |
| Justiz                                          | Henri Vannérus   | 30. September 1869  | 12. Oktober 1869  |

## Dritte Regierung Servais (12. Oktober 1869 bis 7. Februar 1870)
| Amt                                     | Amtsinhaber      | Beginn der Amtszeit | Ende der Amtszeit |
| --------------------------------------- | ---------------- | ------------------- | ----------------- |
| Staatsminister, Präsident der Regierung | Emmanuel Servais | 12. Oktober 1869    | 7. Februar 1870   |
| Auswärtige Angelegenheiten              | Emmanuel Servais | 12. Oktober 1869    | 7. Februar 1870   |
| Gemeindeangelegenheiten                 | Édouard Thilges  | 12. Oktober 1869    | 7. Februar 1870   |
| Justiz                                  | Henri Vannérus   | 12. Oktober 1869    | 7. Februar 1870   |
| Finanzen                                | Georges Ulveling | 12. Oktober 1869    | 7. Februar 1870   |

## Vierte Regierung Servais (7. Februar 1870 bis 25. Mai 1873)
| Amt                                     | Amtsinhaber       | Beginn der Amtszeit | Ende der Amtszeit |
| --------------------------------------- | ----------------- | ------------------- | ----------------- |
| Staatsminister, Präsident der Regierung | Emmanuel Servais  | 7. Februar 1870     | 25. Mai 1873      |
| Auswärtige Angelegenheiten              | Emmanuel Servais  | 7. Februar 1870     | 25. Mai 1873      |
| Inneres                                 | Nicolas Salentiny | 7. Februar 1870     | 25. Mai 1873      |
| Justiz                                  | Henri Vannérus    | 7. Februar 1870     | 25. Mai 1873      |
| Finanzen                                | Georges Ulveling  | 7. Februar 1870     | 25. Mai 1873      |

## Fünfte Regierung Servais (25. Mai 1873 bis 26. Dezember 1874)
| Amt                                     | Amtsinhaber       | Beginn der Amtszeit | Ende der Amtszeit |
| --------------------------------------- | ----------------- | ------------------- | ----------------- |
| Staatsminister, Präsident der Regierung | Emmanuel Servais  | 25. Mai 1873        | 26. Dezember 1874 |
| Auswärtige Angelegenheiten              | Emmanuel Servais  | 25. Mai 1873        | 26. Dezember 1874 |
| Inneres                                 | Nicolas Salentiny | 25. Mai 1873        | 26. Dezember 1874 |
| Justiz                                  | Henri Vannérus    | 25. Mai 1873        | 26. Dezember 1874 |
| Finanzen                                | Victor de Roebé   | 25. Mai 1873        | 26. Dezember 1874 |